# Abierto Zapopan 2019
L'Abierto Zapopan 2019 è stato un torneo di tennis femminile giocato sui campi in Cemento all'aperto. È stata la 1ª edizione del torneo, che fa parte del WTA Challenger Tour 2019. Il torneo si è giocato al Panamerican Tennis Center di Guadalajara in Messico dall'11 al 16 marzo 2019.

## Partecipanti

### Teste di serie
| Nazionalità | Giocatrice                | Ranking* | Testa di serie |
| ----------- | ------------------------- | -------- | -------------- |
| Francia     | Alizé Cornet              | 52       | 1              |
| Slovacchia  | Anna Karolína Schmiedlová | 63       | 2              |
| Germania    | Tatjana Maria             | 69       | 3              |
| Romania     | Irina-Camelia Begu        | 70       | 4              |
| Russia      | Evgeniya Rodina           | 71       | 5              |
| Spagna      | Lara Arruabarrena         | 88       | 6              |
| Rep. Ceca   | Kristýna Plíšková         | 90       | 7              |
| Polonia     | Magda Linette             | 92       | 8              |

* Ranking al 4 marzo 2019.

### Altre partecipanti
Le seguenti giocatrici hanno ricevuto una wildcard per il tabellone principale:
- Giuliana Olmos
- Renata Zarazúa
- Sofya Zhuk

Le seguenti giocatrici sono passate dalle qualificazioni:
- Natalija Kostić
- Varvara Lepchenko
- Conny Perrin
- Wang Xiyu

Le seguenti giocatrici sono entrate in tabellone come lucky loser:
- Paula Badosa
- Katarina Zavatska

## Punti e montepremi
| Torneo              | Torneo              | V      | F      | SF    | QF    | 2T    | 1T    | Q | Q2  | Q1  |
| Singolare femminile | Punti               | 160    | 95     | 57    | 29    | 15    | 1     | 6 | 4   | 1   |
| Singolare femminile | Premi in denaro ($) | 20,000 | 11,000 | 6,000 | 4,000 | 2,000 | 1,050 | 0 | 600 | 400 |
| Doppio femminile    | Punti               | 160    | 95     | 57    | 29    | –     | 1     | – | –   | –   |
| Doppio femminile    | Premi in denaro ($) | 5,500  | 2,700  | 1,400 | 750   | –     | 450   | – | –   | –   |

## Campionesse

### Singolare
Veronika Kudermetova ha sconfitto in finale  Marie Bouzková col punteggio di 6–2, 6–0.

### Doppio
Maria Sanchez /  Fanny Stollár hanno sconfitto in finale  Cornelia Lister /  Renata Voráčová col punteggio di 7–5, 6–1.